# Oswaldtwistle
Koordinaten: 53° 45′ N, 2° 24′ W
Oswaldtwistle ist eine Kleinstadt im Verwaltungsbezirk Hyndburn im Nordwesten Englands und hat 12.532 Einwohner. Sie liegt am Leeds and Liverpool Canal, 4,8 km südöstlich von Blackburn.
Einer Legende zufolge geht der Name des Ortes auf König Oswald (604–642) zurück, der sich dort aufgehalten haben soll.

## Historisches
Oswaldtwistle wurde im April 1826, neben anderen Ortschaften in Lancashire, zum Schauplatz der dreitägigen „Power-loom riots“. Die Aufstände sollten auf die prekäre Situation der Weber nach der Einführung der automatischen Power-Loom-Webmaschine aufmerksam machen. Hierbei wurde unter anderem eine Fabrik in Oswaldtwistle von den Aufständischen zerstört.

## Kultur und Sehenswürdigkeiten
Im Ort befindet sich eine zum Industriedenkmal umgebaute, stillgelegte Textilfabrik.
In den 1990er-Jahren wurde das Einkaufszentrum Oswaldtwistle Mills auf dem Gelände einer stillgelegten Textilfabrik eröffnet. Neben Einkaufsmöglichkeiten für regionale Produkte, insbesondere für Kunsthandwerk, bietet das Zentrum eine Ausstellung über die Geschichte der Textilindustrie im Ort. Zudem verfügt Oswaldtwistle über ein "Civic Arts Centre", welches unter anderem ein Theater beherbergt. Auch die historischen Gebäude, wie die 1837 errichtete Parish Church, zählen zu den Sehenswürdigkeiten des Ortes.

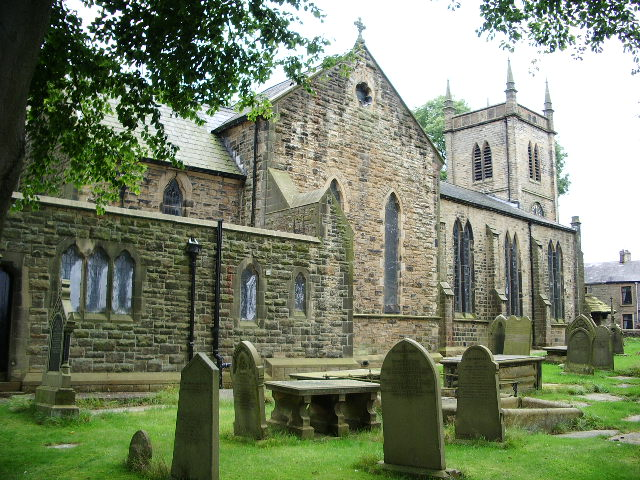
Parish Church of Immanuel